# Spongomonas intestinum
Spongomonas intestinum ist eine Art aus der Gattung Spongomonas in der Ordnung der Spongomonadida.

## Merkmale
Die Zellen sind 8 Mikrometer groß, kugelig, klein und nackt. Sie besitzen zwei 16 bis 24 Mikrometer lange Geißeln. Diese sind gleich lang, nach vorne gerichtet und sitzen in kompakter, körniger Gallerte. Die Kolonien sind bis 3 Zentimeter lang, 100 bis 200 Mikrometer breit, bräunlich und wurmförmig.

## Verbreitung
Der Lebensraum von Spongomonas intestinum sind stehende, oligosaprobe bis mesosaprobe Gewässer.

## Belege